# バルティスターン

濃い青がバルティスターン

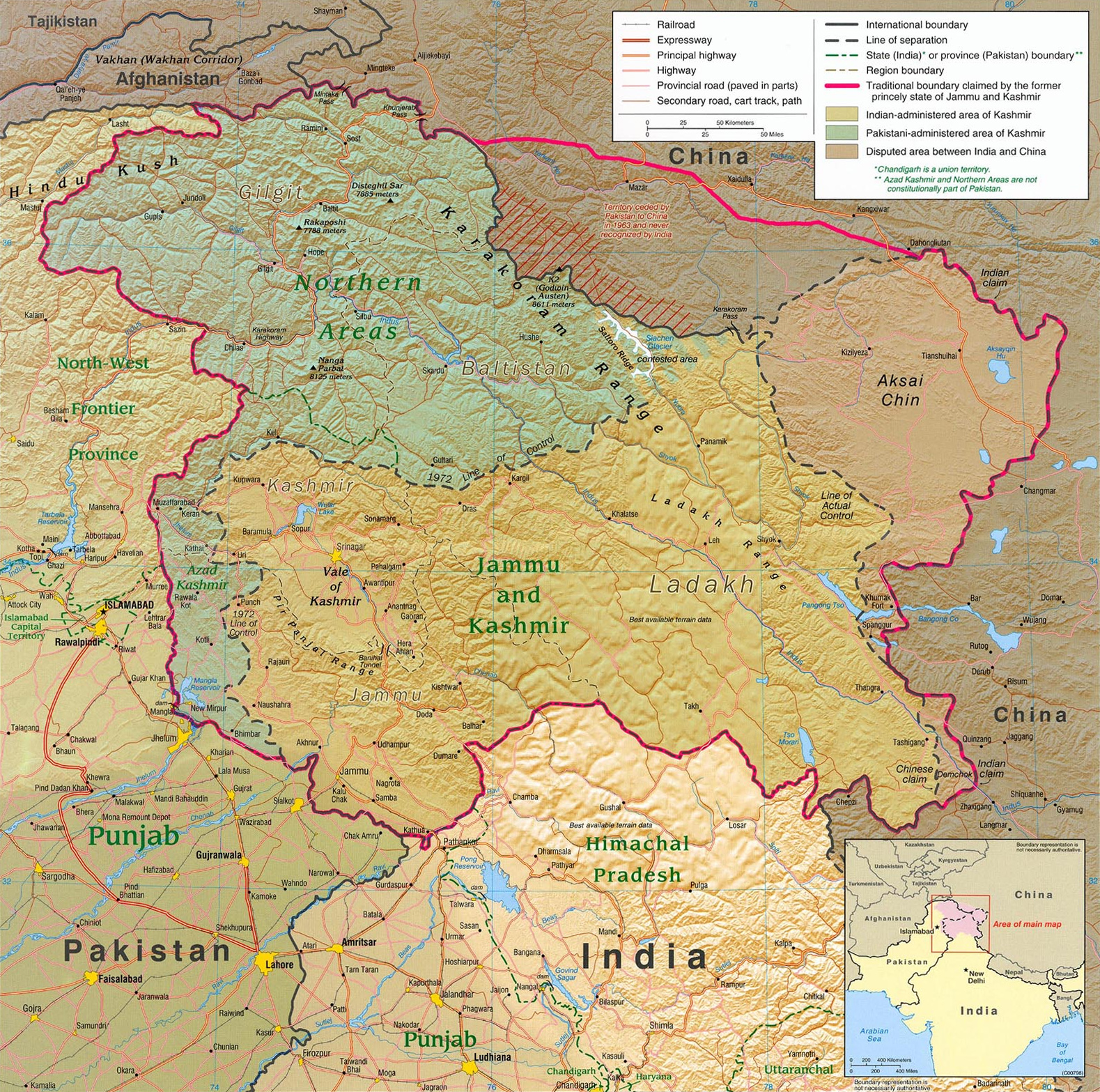
カシミール周辺の地図

バルティスターン（ウルドゥー語: بلتستان Baltistān）は、インドとパキスタンにまたがるカシミール北部の地域。バルティー語では بلتیول / བལ་ཏི་ཡུལ་། （Baltiyul）と呼ばれる。カシミールの一部となっているチベット民族の地域であるラダックの北西に位置し、ラダックの一辺境と見なされることもある。
同じくパキスタンにあるバルーチスターンとは無関係である。

## 地理
カラコルム山脈を隔てて中国新疆ウイグル自治区に接する。K2峰の真南に位置し、平均標高3,350 mの険しい山岳地帯である。

## 歴史
かつてバルティスターンにはラダック王国があったが、1834年にシク王国に併合された。1841年には、チベットを支援する清がシク王国に侵攻して清・シク戦争が起きた。
1846年に第一次シク戦争のソブラーオーンの戦いでシク王国がイギリスに敗れた結果、イギリス植民地のジャンムー・カシュミール藩王国が成立した。
1947年のインド・パキスタン分離独立の時もカシミールの一部となっていた。
1999年5月のカルギル紛争では、両国の係争地帯の一部となった。東端のカルギル一帯はインド側、スカルドゥを中心とする大部分の地域はパキスタン側の実効支配地域である。

## 住民・文化
16世紀にチベット仏教からイスラーム教に改宗したチベット民族であるバルティ人が主に住まう。宗教を除けば、バルティ人の文化はチベット西部と共通する面が多く、言語はチベット諸語に属するバルティ語（Balti language）が使用される。